# تكاثر جنسي

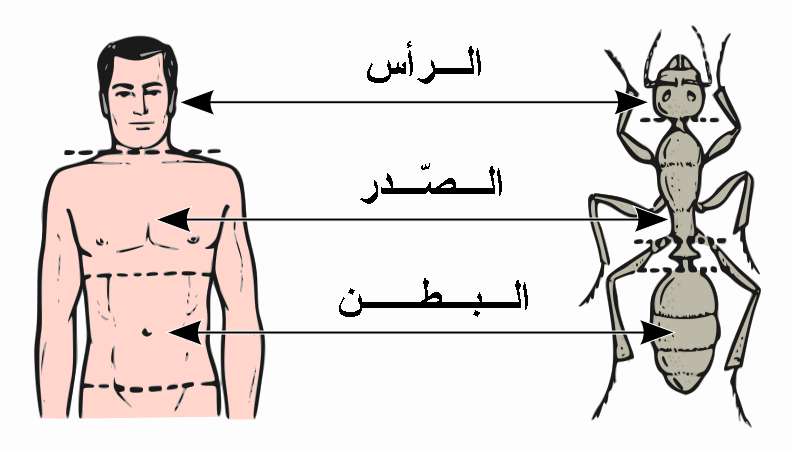
وجه التشابه بين الانسان و الحشرات

التكاثر الجنسي (بالإنجليزية: Sexual reproduction)‏ هو عملية تكاثر تضمن التنوع الوراثي للنسل يتم فيها اتحاد مشيج ذكري (حيوان منوي عند الثدييات) مع مشيج أنثوي (بويضة) بهدف تشكيل لاقحة (بويضة ملقحة) تنمو لتعطي فرداً جديداً. ويتصف تكاثر أغلب الكائنات الحية من نبات وحيوان بالتكاثر الجنسي. وتشتمل عملية التكاثر الجنسي على عمليتين: الانتصاف أو الانقسام المنصف الذي يتم فيه فصل نصف عدد الصبغيات فينتج بويضة الأنثى في الأنثى وبويضة الذكر الآتية من الذكر . وفي عملية الاخصاب يتم فيها اندماج مشيجين أو اندماج بويضة الأنثى مع بويضة الذكر واستعادة العدد الأصلي من الصبغيات.

## أساسيات

مراحل انقسام الخلية ثم اندماج خلية أنثوية بنصف عدد الكروموسومات مع خلية ذكرية بنصف عدد الكروموسومات لتكوين خلية جديدة Diploid تكون نواة لفرد من جيل جديد.

يعتبر التكاثر الجنسي طريقة متفوقة لتكاثر الكائنات الحية. فهي تعمل على إنتاج نسل مهيئ لتحمل التغييرات البيئية. كما يعتقد بعض العلماء أنها طريقة طبيعية لتطور الأحياء وتعدد الأنواع.
يوضح الشكل دورة انقسام الخلية ثم اندماجها (إخصاب) واكتمالها خلال عملية التكاثر الجنسي التي تتم في النبات والحيوان والإنسان. وتتكون الكائنات الحية من خلايا تحتوي كل منها على نواة. وتحتوي كل نواة على صبغيات أو كروموزومات chromosomes، وتوجد الصبغيات دائما بأعداد مزدوجة. وعند التكاثر ينفصل نصف عدد الصبغيات من (2ن) إلى (ن) وتنقسم الخلية إلى خليتين. وتسمى تلك العملية بعملية الانقسام المنصف (الانتصاف) meiosis وتحتوي كل خلية على عدد المفرد (ن) من الصبغيات. وخلال عملية الإخصاب fertilization تندمج فيها خلية من الأنثى بنصف عدد الكروموزومات مع خلية أخرى من الذكر بنصف عدد الكروموزومات أيضاً وبذلك يكتمل عدد الصبغيات في نواة الخلية الناتجة وتسمى الخلية الناتجة عن الاندماج بالزايغوت (zygote) والذي يحتوي العدد الضعفي (2ن) من الكروموزومات (Diploid). والخلية المخصبة فقط هي القادرة على الحياة (المعنى أن ثمة خلايا أخرى لا يتم إخصابها فتموت ومثال ذلك البويضة عند الإنسان، حينما لا يتم إخصابها تنزل مع الطمث) وهذا الزايغوت المتكون يصبح يسمى فيما بعد عند الإنسان جنيناً.

## كيفية تحديد نوع الجنس
بعض الأجناس يكون الفرد منها خلايا جنسية من النوعين :خلايا مذكرة وخلايا مؤنثة، مثل الثعابين ودودة الأرض ومعظم النباتات. ولكن معظم الحيوانات الثديية والإنسان يتخصص فيها جسم الذكر في إنتاج حيوانات منوية وينتج جسم المرأة البويضة. ويتحدد نوع الجنين أو المولود من الصبغيات المتجمعة في البويضة المخصبة الموروثة من الذكر والأنثى.

يتحدد نوع النشأ عند ذبابة الفاكهة بوساطة الصبغيان XY مثلما يتحدد عند الإنسان.

يتحدد نوع الجنين من الصبغيات الموروثة عن الأبوين. في الإنسان يوجد صبغيان مخصصان يحددان جنس المولود وتسمى الصبغيات الجنسية ، وفي بعض الحيوانات يتحدد جنس المولود بعدد الصبغيات التي يحملها. ونظرا لأن تحديد الجنس عند الإنسان ينشأ عن الصبغيين الجنسيين XY يكون احتمال نشأة مولود ذكر أو أنثى بنسبة 1 : 1.
يتميز الإنسان والحيوانات الثديية بوجود في نواة خليتهم الصبغيان XY : الكروموزوم Y يحمل جينات تعمل على نشأة الذكر. وعدم وجود الكروموزوم Y معناه نشأة الأنثى. وعلى ذلك فالثدييات ذات XX من الصبغيات تكون مؤنثة أما تلك ذات الصبغيات الجنسية XY فتكون ذكورا. ونجد هذا النوع من تحديد جنس النشأ في أحياء أخرى مثل ذبابة الفاكهة وكذلك في بعض النباتات. وفي بعض الأنواع ومن ضمنها ذبابة الفاكهة يتحدد نوع جنس النشأ من عدد الكروموزومات X وليس من وجود الصبغ Y.

## النباتات

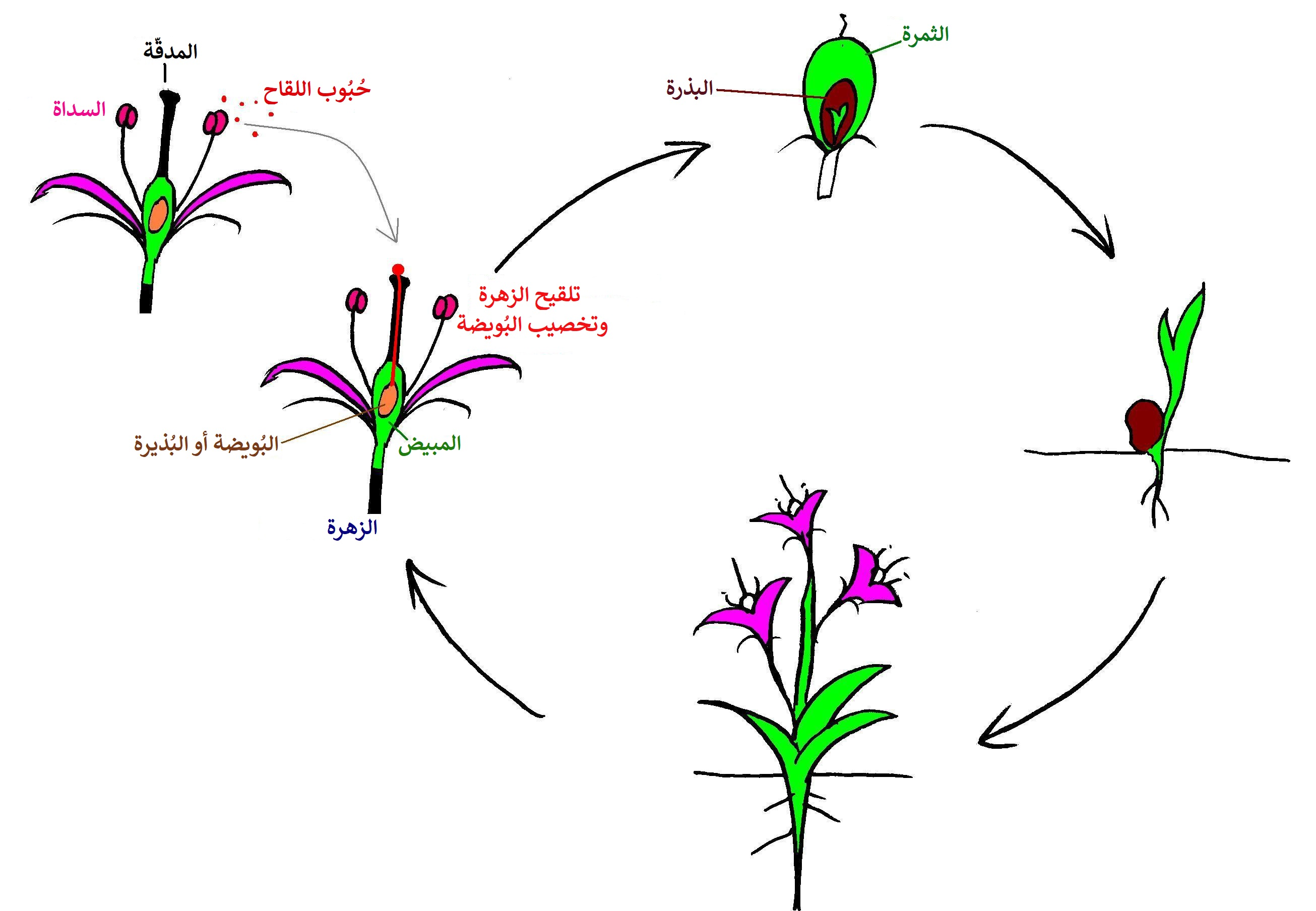
دورة تكاثر نبات من ذوات البذور angiospermes.

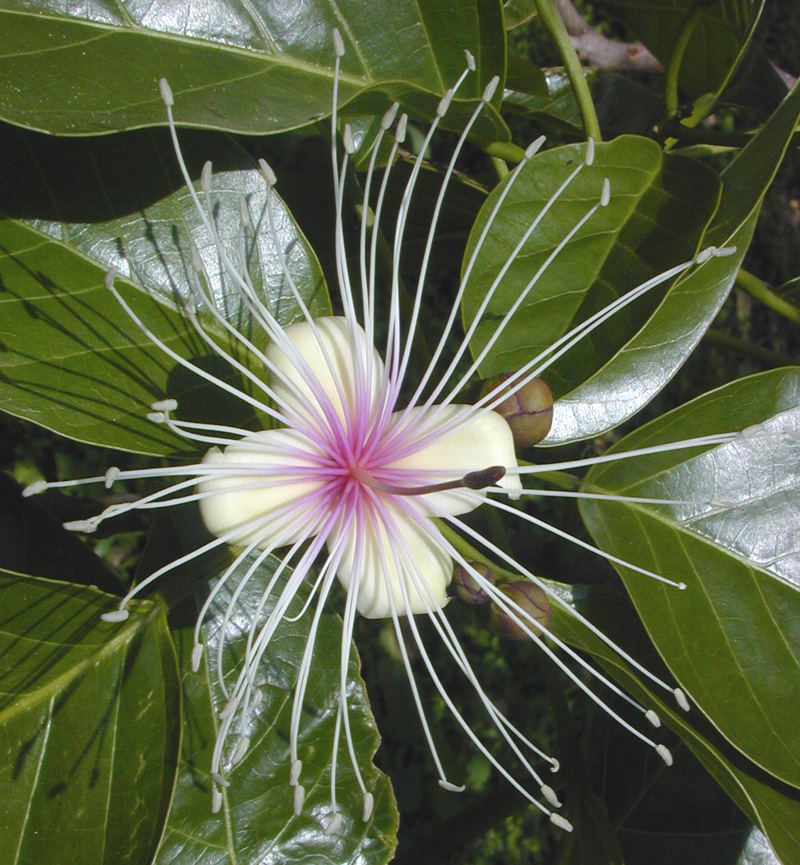
الزهرة وفي وسطها الخباء، وهي العضو المؤنث وتحتوي على البويضة، وحولها عطيل وهو عضو التذكير وتأتي منه حبوب اللقاح.

النباتات المزهرة هي المجموعة الرئيسية ضمن نباتات الأرض وتشكل شعبة مستقلة من النباتات تدعى شعبة مستورات البذور. تؤلف هذه المجموعة واحدة من مجموعتين موجودتين في النباتات البذرية والثانية هي عاريات البذور. تقوم النباتات البذرية بتكوين بذورها ضمن ثمرة حقيقية. بالتالي فهي تحمل الأعضاء التكاثرية في الزهرة. يحتوي المتاع على البويضة التي ستعطي بدورها الثمرة بعد حدوث التلقيح واندماج واحدة من حبوب اللقاح معها.
إذا كانت الخلية في النبات تحتوي على (2n) من الصبغيات:
- تحتوي البويضة على (n) من الصبغيات،
- وتحتوي حبة واحدة من حبوب اللقاح على عدد (n) من الصبغيات،

وعند التلقيح تندمج المحتويات التكاثرية في البويضة وحبة اللقاح وتصبح الخلية المتكونة كاملة بعدد (2n) من الصبغيات (كروموزومات) وتسمى عندئذ خلية مخصبة.
والتأبير (التخصيب) في النبات نوعان:
- تخصيب ذاتي يحدث في الزهرة أي أن تكتسب البويضة حبة من حبوب اللقاح من نفس الزهرة، أو من زهرة أخرى في نفس النبات
- تخصيب خلطي يتم فيه تلقيح البويضة بحبة من حبوب لقاح نبات آخر من نفس النوع. تنتقل حبوب اللقاح من زهرة إلى زهرة إما عن طريق الريح أو بواسطة النحل، حيث تتعلق حبوب اللقاح بجسم النحلة عندما تنتقل من زهرة إلى أخرى.